# Fédération luxembourgeoise de baseball
 (mars 2023).
Si vous disposez d'ouvrages ou d'articles de référence ou si vous connaissez des sites web de qualité traitant du thème abordé ici, merci de compléter l'article en donnant les références utiles à sa vérifiabilité et en les liant à la section « Notes et références ».
 (mars 2023).
La Fédération luxembourgeoise de baseball est l'instance gouvernante du baseball au Grand-Duché de Luxembourg. 

## Clubs
- Beckerich Hedgehogs
- Dudelange Red Sappers
- Schieren Cowboys